# 阿瑙尼亚镇
阿瑙尼亚镇（義大利語：Borgo d'Anaunia），是意大利特伦蒂诺-上阿迪杰大区特倫托自治省的市镇。市镇面积为63.23平方公里，2018年人口数量为2,490人。
该市镇是在2020年1月1日由卡斯特尔丰多、丰多及马洛斯科三个市镇合并而成的。